# ناحیه تومپو
ناحیه تومپو (به لاتین: Tomponsky District) یک منطقهٔ مسکونی در روسیه است که در یاقوتستان واقع شده‌است.